# Bob Wall
Robert James Albert Wall (Richmond Hill, 1º dicembre 1942) è un ex hockeista su ghiaccio canadese.

## Carriera
Bob Wall crebbe nella Ontario Hockey Association con i Hamilton Red Wings, conquistando nel 1962 la Memorial Cup. Terminata la carriera giovanile iniziò la carriera da professionista nelle serie minori nordamericane, American Hockey League, Western Hockey League e Central Hockey League.
Nel 1964 Wall esordì in National Hockey League all'interno dell'organizzazione dei Detroit Red Wings, giocando 47 partite in tre stagioni. Nel 1967 fu selezionato nell'Expansion Draft dai Los Angeles Kings, squadra di cui fu il primo capitano e con cui rimase fino al 1970 totalizzando 227 presenze.
Dopo due altre stagioni in NHL con i St. Louis Blues e ancora con i Red Wings nel 1972 Wall approdò nella World Hockey Association. Per due stagioni vestì la maglia degli Edmonton Oilers, mentre dal 1974 al 1976 giocò per i San Diego Mariners.

## Palmarès

### Club
- Calder Cup: 1

Pittsburgh: 1966-1967
- Memorial Cup: 1

Hamilton: 1962